# 13270 Brittonbounds
13270 Brittonbounds è un asteroide della fascia principale. Scoperto nel 1998, presenta un'orbita caratterizzata da un semiasse maggiore pari a 2,8507467 au e da un'eccentricità di 0,0372894, inclinata di 2,04032° rispetto all'eclittica.